# Simon Ignatius Pimenta
Simon Ignatius Pimenta (Marol, 1 maart 1920 – Bombay, 19 juli 2013) was een Indiaas geestelijke en een kardinaal van de Rooms-Katholieke Kerk.
Pimenta werd geboren in Marol, een buitenwijk van Bombay. Hij werd op 21 december 1949 tot priester gewijd. Op 5 juni 1971 werd hij benoemd tot hulpbisschop van Bombay en titulair bisschop van Bocconia. Zijn bisschopswijding vond plaats op 29 juni 1971. Op 26 februari 1977 volgde zijn benoeming tot aartsbisschop-coadjutor van Bombay. Toen Valerian Gracias op 11 september 1978 overleed, volgde Pimenta hem op als aartsbisschop van Bombay.
Tijdens het consistorie van 28 juni 1988 werd Pimenta kardinaal gecreëerd, met de rang van kardinaal-priester. Zijn titelkerk werd de Santa Maria Regina Mundi a Torre Spaccata. Wegens zijn leeftijd was hij niet meer stemgerechtigd op de conclaven van 2005 en 2013.
Pimenta ging op 8 november 1996 met emeritaat.
- Library of Congress Control Number: nr2004015994
- Système universitaire de documentation: 079714099
- Virtual International Authority File: 61495449
- WorldCat: E39PBJjdj3FBFQWtJm3krDVwG3